# Taeniosea perbellis
Taeniosea perbellis là một loài bướm đêm trong họ Noctuidae.